# Головко, Евгений Васильевич
Евге́ний Васи́льевич Головко́ (род. 25 января 1954 года) — советский и российский лингвист, специалист в области изучения алеутского языка, социолингвистики и языковых контактов, член-корреспондент РАН (2011), директор Института лингвистических исследований РАН (2017—2024).

## Биография
В 1979 году окончил филологический факультет ЛГУ (английское переводческое отделение).
С 1979 по 1984 год — учёба в Ленинградском отделении Института языкознания Академии наук СССР (с 1992 года — Институт лингвистических исследований РАН): стажёр-исследователь, затем — аспирант, где в дальнейшем и работает, сотрудник отдела палеоазиатских и самодийских языков (с 1985 года), заведующий отделом языков народов России (с 2003 года), директор института (с 2017 года по 2024 год), заведующий Лабораторией антропологической лингвистики.
В 1985 году защитил кандидатскую диссертацию «Морфология глагола в алеутском языке» (научный руководитель — д.ф.н. Г. А. Меновщиков). Доктор филологических наук (2009, диссертация «Алеутский язык в Российской Федерации»).
22 декабря 2011 года избран членом-корреспондентом РАН по Отделению историко-филологических наук. Член экспертного совета ВАК РФ по филологии и искусствоведению (2015—2016), входит в состав ВАК (с 2016). Входит в состав правления созданного в 2019 году Фонда сохранения и изучения родных языков народов Российской Федерации.

## Научная деятельность
Ведет исследования в следующих областях:
- антропологические и социальные аспекты языка и речевой коммуникации;
- межкультурное и межъязыковое взаимодействие;
- культурные и языковые изменения;
- язык и самоидентификация;
- язык и этничность;
- социолингвистических проблемы России и государств постсоветского пространства;
- языки и культуры народов циркумполярной зоны

Занимался изучением грамматического строя алеутского языка и языка науканских эскимосов. Результаты занятий алеутским языком нашли отражение в многочисленных статьях, словаре и в грамматическом описании. Исследование науканского эскимосского языка завершилось выпуском словаря. Принимал участие в коллективных монографиях Лаборатории типологических исследований ИЛИ РАН.
С середины 1980-х годов в связи с преподаванием на факультете народов Севера в Педагогическом институте им. Герцена возникает интерес к языкам меньшинств и проблемам языковой политики. С начала 1990-х годов научные интересы продолжают смещаться в сторону социолингвистической проблематики и культурной антропологии.
В 1993—1997 годах — участие в проекте Traveling between Continents: Interethnic Contacts in the Bering Strait Area. Центральное место в проекте занимало изучение социальной организации межэтнических контактов в районе Берингова пролива, а также запись и интерпретация устной истории.
В 1998—2000 годах — участие в проекте Creole Communities in Northeastern Siberia: An Ethnographic Study of Ethnic Identity, Social Status, and Political Power. В центре этого проекта находилась проблема (само)идентификации групп русского старожильческого населения Сибири и Дальнего Востока.
С середины 1980-х годов в связи с документированием языка алеутов острова Медный возникает интерес к проблеме языковых контактов, в частности к результатам контактов русского языка с другими языками, и шире — к особенностям формирования новых языков (пиджины, креольские языки).
В последние годы интерес к культурным и языковым изменениям нашел выражение в проекте, направленном на изучение положения потомков русских колонистов, живущих на Аляске. В рамках работы в Институте лингвистических РАН возглавлял несколько проектов, ориентированных на документирование и описание языков народов Севера, Сибири и Дальнего Востока.
Вел в разные годы преподавательскую деятельность в Европейском университете Санкт-Петербурга (факультет антропологии), Санкт-Петербургском государственном университете (филологический факультет, курсы «Социолингвистические методы исследования», «Язык и самоидентификация», «Контактные языки», «Этнография речи», «Введение в языкознание»), Российском государственном педагогическом университете имени Герцена (факультет народов Севера, курсы «Эскимосский язык», «Алеутский язык»), University of Alaska Fairbanks (Anthropology Department, courses «The Nature of Language», «Language and Culture», «Language Contact»)
Автор 92 научных работ, из них 5 монографий.

## Публикации
Книги:
- Travelers' Tales: Remembering and Narrating Contacts across Bering Strait. Fairbanks: University of Alaska Press (with P. Schweitzer) (to appear).
- Acta Linguistica Petropolitana (Труды Института лингвистических исследований РАН). Т. XI. Ч. 2. СПб.: Нестор-История, 2015. 759 с. (научный редактор)
- Язык командорских алеутов (диалект острова Беринга). СПб.: Наука, 2009. 356 с. (совместно с Н. Б. Вахтиным и А. С. Асиновским).
- Русские старожилы Сибири: социальные и символические аспекты самосознания. — М.: Новое издательство, 2004. — 292 с. (совместно с Н. Б. Вахтиным и П. Швайтцером).
- Социолингвистика и социология языка. Учебное пособие. — СПб.: Гуманитарная академия и изд-во Европейского ун-та в Санкт-Петербурге, 2004. — 335 с. (совместно с Н. Б. Вахтиным).
- Naukan Yupik Eskimo Dictionary. Fairbanks: University of Alaska Fairbanks, Alaska Native Language Center, 2004. 421 p. (with E. A. Dobrieva, S. Jacobson and M. Krauss). Параллельное издание на русском языке; Словарь языка науканских эскимосов. Фербенкс: Университет штата Аляска в Фэрбенксе, Центр изучения языков коренного населения, 2004. 369 с. (совместно с С. Джейкобсоном, Е. А. Добриевой и М. Крауссом).
- Алеутско-русский и русско-алеутский словарь. СПб.: Просвещение, 1994. 320 с.